# Ute Eisinger
Ute Eisinger (* 1964 in Mistelbach an der Zaya, Niederösterreich) ist eine österreichische Dichterin, Übersetzerin und Lektorin, die in Wien lebt und arbeitet.

## Leben und Werk
Der Beendigung des Studiums der Germanistik und Geschichte (Mag. phil.) 1987 an der Universität Wien folgte ein zweijähriger Aufenthalt in Tiflis/Georgien/Sowjetunion in der Funktion als Österreich-Lektorin. In dieser Zeit begann die Dichterin, mit zahlreichen Künstlern im Rahmen von Performances und Ausstellungen zusammenzuarbeiten. Sie veröffentlichte Nachdichtungen aus dem Georgischen, Russischen und Englischen in Zusammenarbeit mit dem Originaldichter, darunter Ilya Kutik, Ken Babstock, Tom Lowenstein und Masud Taj. 1989 bis 1991 war Ute Eisinger als Historikerin am Institut für Geophysik an der Universität Wien tätig.
Sie veröffentlicht laufend in Anthologien, zahlreiche Aufsätze und Beiträge in Zeitschriften und rezensiert für literaturkritik.de, der Onlinezeitschrift des Instituts für Neuere Deutsche Literatur und Medien der Universität Marburg sowie für fixpoetry.com. Parallel dazu hielt und hält die Mutter dreier Kinder wissenschaftliche Vorträge zu den Themen „Historische Seismizität, Methoden und Forschungen“, „Die Nachdichtung als literarische Gattung“, „Experimentelle Literaturwissenschaft“ und „Geschichte, Literatur und Film Georgiens“ sowie Lesungen im In- und Ausland.

## Werk

### Einzelpublikationen
- UT PICTURA POESIS. Gedichte. Arovell Verlag, Gosau Wien 2017.
- Striche, Sterne. Gedichte mit Bildern. Arovell Verlag, Gosau-Salzburg-Wien 2014.
- Dichte Kerne. 66 Ansichten durch Skulpturen. Edition Art Science, Gmunden 2014.
- Concorde. Nachdichtungen aus dem Englischen der Helga Michie. Korrespondenzen, Wien 2008.
- Die Brücke. Nachdichtung aus dem Amerikanischen des Hart Crane. Jung und Jung, Salzburg 2004.
- Ode auf den Besuch der Landzunge von Belosaraj, gelegen am Asowschen Meere. Nachdichtung aus dem Russischen des Ilya Kutik. Sisyphus, Wien/Klagenfurt 2002.
- Bogen. 49+1 Gedicht. Sisyphus, Wien/Klagenfurt 2002. Übersetzungen: Rumänisch von Peter Sragher 2002, Englisch von Andrew Duncan 2004;  Amerikanisch von Rosmarie Waldrop 2008, Französisch von Michéle Cohen-Halimi 2010, Arabisch von Ishraga Mustafa Hamid 2014. Vertont von Rezo Kiknadse, Saxofon 2003.

### Anthologien (Auswahl)
- Weltgewandtes Land. John Ashbery, nachgedichtet von den besten dt. Übersetzern, 2010 (1. Stelle der SWR-Bestenliste)
- Halbe Sachen: Wolfenbütteler Übersetzergespräche IV-VI. Erlangener Übersetzerwerkstatt I-II, ed. Olaf Kutzmutz und Adrian La Salvia 2006
- Beyond. Ed. Rosamaria Plattner. Marsilius, Speyer 2002
- LiteratTextur 1998 und 1999.  Anthologie der Siemens-Literaturpreisträger. Haymon, Innsbruck 1998, 1999
- H.C.Artmann: Texte mit meinen Studenten. Wien 1996
- Lesedition. Wien 1992
- Akaki Zereteli (Nachdichtungen aus dem Georgischen). Merani, Tbilisi 1990

### Zeitschriftenbeiträge (Auswahl)
- Das zweite Bein Nr. 7 ed. Frank Milautzcki und Stefan Heuer 2013
- Dichten=/Burning Deck Press ed. Rosemarie Waldrop. Providence/Rhode Island, US 2008
- wespennest – zeitschrift für brauchbare texte und bilder: nummer 144 Indien 2006
- Wagnis. Innsbruck 2006
- Free Verse, Journal of Contemporary Poetry and Poetics. London 2004
- Deutsche Zeitung für Rumänien, Bukarest 2003
- Wagnis, Innsbruck 2003
- La voz del poeta, Santo Domingo 2003
- edit, Leipzig 2003
- Du. Zürich 2000/4
- Manuskripte, Graz seit 1999

## Auszeichnungen
- Literatur-Arbeitsstipendium der Stadt Wien
- Siemens-Literaturpreis
- Bertelsmann-Lyriker-Seminar (Raoul Schrott, Franz Josef Czernin)
- Carinthia-Literaturpreis
- Übersetzerpreis der Stadt Wien für Nachdichtungen aus dem Russischen des Ilya Kutik
- Ledig-Rowohlt-Stipendium an das ArtOmi in Upstate New York, USA